# Sirek
Sirek (znanstveno ime Sorghum) je rod številnih trav, med katerimi so nekatere vzgajane kot žita, od katerih je mnogo uporabljenih kot živalska krma oz. so zasajene po pašnikih. Te rastline gojijo na območjih s toplejšim podnebjem po vsem svetu, izhajajo pa iz tropskih in subtropskih dežel, vključno z Avstralazijo in Oceanijo.
Nekatere vrste vsebujejo cianovodikovo kislino in visoke koncentracije nitratov v mladih zelenih poganjkih.
Divji sirek (S. halepense) je v ZDA obravnavan kot invazivna vrsta. V Sloveniji je avtohton, rase po nižinah in ga včasih obravnavamo kot plevel. Poleg tega v Sloveniji v manjši meri gojen navadni sirek, ki se občasno pojavlja tudi na divjih rastiščih.

## Seznam vrst
- Sorghum almum
- Sorghum amplum
- Sorghum angustum
- Sorghum arundinaceum
- Sorghum bicolor
- Sorghum brachypodum
- Sorghum bulbosum
- Sorghum burmahicum
- Sorghum controversum
- Sorghum drummondii
- Sorghum ecarinatum
- Sorghum exstans
- Sorghum grande
- Sorghum halepense
- Sorghum interjectum
- Sorghum intrans
- Sorghum laxiflorum
- Sorghum leiocladum
- Sorghum macrospermum
- Sorghum matarankense
- Sorghum miliaceum
- Sorghum nitidum
- Sorghum plumosum
- Sorghum propinquum
- Sorghum purpureosericeum
- Sorghum stipoideum
- Sorghum timorense
- Sorghum trichocladum
- Sorghum versicolor
- Sorghum virgatum